# Boa Sorte (Cantagalo)
Boa Sorte é o quinto distrito do município de Cantagalo. Nele estão localizadas históricas fazendas da época do café, construídas no século XIX, constituindo um atrativo turístico da região. Foi elevado no 5º distrito de Boa Sorte no dia 2 de setembro de 1924.
No distrito estão localizados o clube de futebol que leva o nome da localidade e disputa o Campeonato Municipal, além de uma estação de trem histórica.